# Liste der Monuments historiques in Les Sables-d’Olonne
Die Liste der Monuments historiques in Les Sables-d’Olonne führt die Monuments historiques in der französischen Gemeinde Les Sables-d’Olonne auf.

## Liste der Bauwerke
| Bezeichnung                    | Beschreibung | Standort                                                  | Kennzeichnung | Schutzstatus   | Datum     | Bild           |
| ------------------------------ | ------------ | --------------------------------------------------------- | ------------- | -------------- | --------- | -------------- |
| Benediktinerabtei Sainte-Croix |              | Rue de Verdun (Lage)                                      | PA00110221    | Inscrit        | 1968      |                |
| Kirche Notre-Dame-du-Bon-Port  |              | (Lage)                                                    | PA00110222    | Classé         | 1993      | weitere Bilder |
| Häuser                         |              | 1, 3, 5, 7 rue Travot 4, 4 bis place Maréchal-Foch (Lage) | PA00110223    | Inscrit        | 1975      | weitere Bilder |
| Phare de l’Armandèche          |              | 4, Corniche du Nouch (Lage)                               | PA85000049    | Classé         | 2012      |                |
| Phare des Barges               |              | (Lage)                                                    | PA85000043    | Inscrit        | 2011      | weitere Bilder |
| Villa Sans Souci               |              | 2, rue de la plage (Lage)                                 | PA85000050    | Inscrit        | 1988      | weitere Bilder |
| Schloss Pierre-Levée           |              | Olonne-sur-Mer (Lage)                                     | PA00110190    | Inscrit Classé | 1948 1949 | weitere Bilder |
| Conche Verte                   |              | Olonne-sur-Mer (Lage)                                     | PA00110192    | Classé         | 1903      |                |
| Kirche Ste-Marie               |              | Olonne-sur-Mer (Lage)                                     | PA00110191    | Classé         | 1908      | weitere Bilder |
| Les Pierres Jumelles           |              | Olonne-sur-Mer (Lage)                                     | PA00110193    | Classé         | 1982      |                |

## Liste der Objekte
- Monuments historiques (Objekte) in Les Sables-d’Olonne in der Base Palissy des französischen Kultusministeriums
- Monuments historiques (Objekte) in Olonne-sur-Mer in der Base Palissy des französischen Kultusministeriums